# Mossebo församling
Mossebo församling var en församling i Tranemo pastorat i Kinds kontrakt i Göteborgs stift. Församlingen låg i Tranemo kommun i Västra Götalands län. Församlingen uppgick 2014 i Tranemo församling.

## Administrativ historik
Församlingen har medeltida ursprung. 
Församlingen var till 2014 annexförsamling i pastoratet Tranemo, Mossebo, Ambjörnarp och Sjötofta som åtminstone 1546 även omfattade Limmareds församling och Tyggestorps församling. Församlingen uppgick 2014 i Tranemo församling.
Från 1953 till 1973 var församlingen delad av kommungräns och därför hade den två församlingskoder, 155204 för delen i Tranemo (lands)kommun och 155306 för delen i Dalstorps (lands)kommun.

## Kyrkor
- Mossebo kyrka